# Funeral de Estado

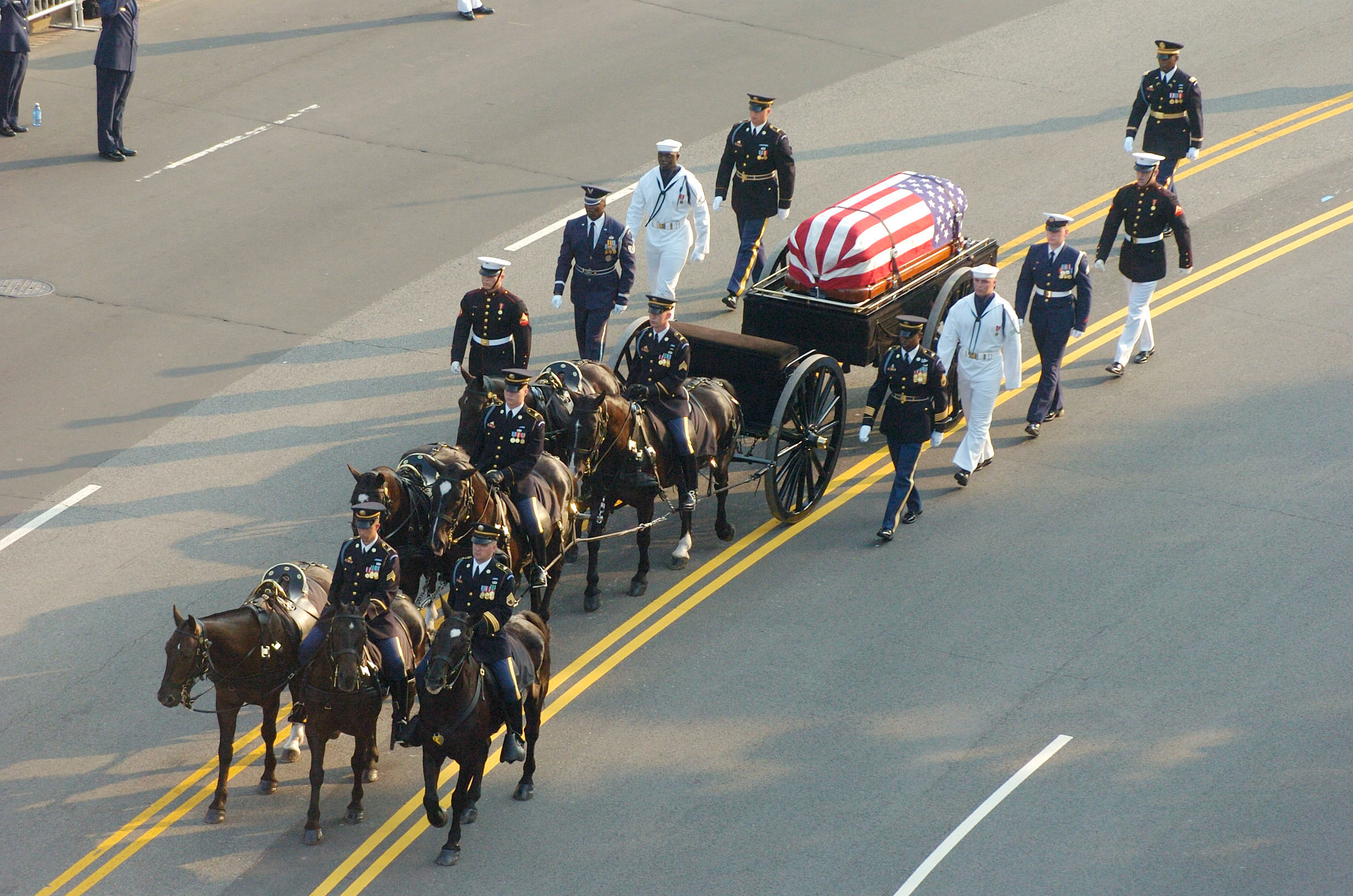
Funeral de Estado do 40.º presidente dos Estados Unidos, Ronald Reagan, em junho de 2004.

Um funeral de Estado consiste em uma cerimónia fúnebre pública realizada com honras de estado, em homenagem de chefes de Estado, chefes de Governo ou de alguma outra figura de importância nacional. Um funeral com honras de estado significa a presença de membros do Exército e de outras forças militares. 
Alguns dos mais recentes funerais de Estado incluem: 
- Margaret Thatcher (2013) - ex-primeira-ministra do Reino Unido;
- Nelson Mandela (2013) - ex-presidente da África do Sul e Nobel da Paz;
- Fidel Castro (2016) - ex-presidente de Cuba;
- George H. W. Bush (2018) - ex-presidente dos Estados Unidos.
- Jorge Sampaio (2021) - ex-presidente de Portugal;
- Elizabeth II do Reino Unido (2022) - rainha do Reino Unido;
- Sebastián Piñera (2024) - ex-presidente do Chile;
- James Earl Carter Jr (2025) - ex- presidente dos Estados Unidos;

## Por país

### Brasil
Um exemplo de Funeral de Estado realizado no Brasil foi o do presidente eleito Tancredo Neves, que morreu antes de assumir o cargo. O ex-vice-presidente brasileiro José Alencar também recebeu a honraria depois de falecer devido ao câncer. Além de chefes de estado, outras personalidades também tiveram um funeral de Estado, como o campeão de Fórmula 1 Ayrton Senna, morto em 1994 após um acidente, e o arquiteto Oscar Niemeyer, que morreu em 2012 com 104 anos de idade.

### Portugal
Um Funeral de Estado em Portugal carece de Decreto do Governo, submetido à livre promulgação do Presidente da República.
Nos séculos XX e XXI realizaram-se os seguintes Funerais de Estado em Portugal:
- 1908 Funerais do Rei D. Carlos I e do Príncipe Real D. Luís Filipe;
- 1918 Funeral de Sidónio Pais, 4º Presidente da República;
- 1921 Funeral de António Granjo, Presidente do Ministério;
- 1925 Funeral de João Pinheiro Chagas, Presidente do Ministério;
- 1932 Funeral do Rei D. Manuel II;
- 1951 Funeral do Marechal Óscar Carmona, 11º Presidente da República;
- 1951 Funeral da Rainha D. Amélia;
- 1964 Funeral do Marechal Francisco Craveiro Lopes, 12º Presidente da República;
- 1970 Funeral de António de Oliveira Salazar, Presidente do Conselho de Ministros;
- 1980 Funeral de Francisco de Sá Carneiro, Adelino Amaro da Costa e sua esposa Maria Manuela Pires sendo os dois primeiros, Primeiro-Ministro de Portugal e Ministro da Defesa Nacional, respectivamente, aquando da sua morte no trágico acidente de Camarate.
- 2017 Funeral de Mário Soares, 17º Presidente da República.

### Quênia
No Quênia, receberam Funerais de Estado:
- Mzee Jomo Kenyatta;
- Lucy Kibaki;
- Daniel Arap Moi;
- Wangari Maathai;
- Wahome Gakuru.